# Tratado cubano-estadounidense

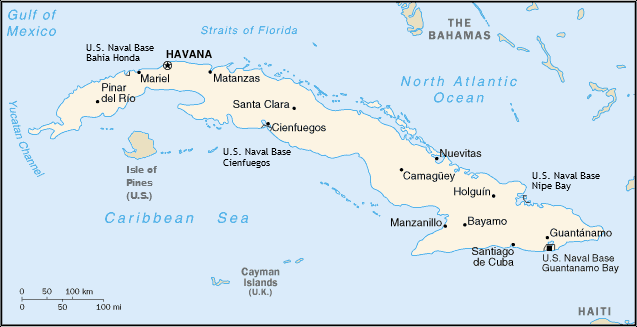
Mapa político de Cuba

El Tratado cubano-estadounidense fue firmado el 17 de febrero de 1903 por el primer presidente de Cuba Tomás Estrada Palma y el 23 de febrero de 1903 por el presidente de los Estados Unidos Theodore Roosevelt. Según este acuerdo, Cuba arrendaba de manera perpetua a los Estados Unidos el área de la Bahía de Guantánamo con el propósito de ubicar en ellas estaciones navales y de embarque. Los Estados Unidos tendrían jurisdicción y control absoluto sobre la zona y, a cambio, reconocerían la soberanía suprema de Cuba sobre la zona. Las embarcaciones cubanas, fueran mercantes o de guerra, tendrían libre paso por las aguas.
El gobierno cubano considera que este tratado viola el artículo 52 de la Convención de Viena sobre el Derecho de los Tratados de 1969 que declara la nulidad de un tratado si su conclusión fue procurada bajo amenaza o uso de la fuerza; sin embargo, el artículo 4 del mismo documento sostiene que la Convención de Viena sobre el Derecho de los Tratados no debe ser aplicada retroactivamente a ningún tratado firmado con anterioridad. El Tratado fue parte de la Enmienda Platt, en el que se determinaban las condiciones para el retiro de las tropas estadounidenses que permanecían en Cuba desde la Guerra hispano-estadounidense. El profesor Alfred de Zayas también argumenta que Estados Unidos había roto los términos del Tratado al permitir el uso comercial del terreno y al no conceder la soberanía última sobre el área a Cuba.